# Pelourinho de Aldeia Galega da Merceana
O Pelourinho de Aldeia Galega da Merceana é um pelourinho localizado no Largo do Pelourinho, em Aldeia Galega da Merceana, no município de Alenquer, em Portugal.
Está classificado como Monumento Nacional desde 1910 pelo Decreto de 16 de junho de 1910, DG n.º 136, de 23 de junho de 1910.
A sua construção deve datar da época do foral novo manuelino, em 1513.
Situa-se num largo, à frente do actual edifício da Junta de Freguesia, edifício da época medieval, Casa da Rainha ou Paço de Dona Leonor.

## Descrição
Na sua base existem dois degraus de conformação circular, no topo dos quais de erguem a base, a coluna e o remate. É formado por quatro colunelos decorados, com disposição espiralada. A meio do fuste existe um anel ornamentado. A ornamentação tem motivos essencialmente botânicos.
A encimar a estrutura, o capitel segue uma estrutura semelhante ao anel a meio do fuste. Nele se encontra representado o antigo brasão do concelho.
Em 1936 sofreu obras de restauro, tendo sido substituídas pela Câmara Municipal, parte das cantarias.